# Ла-Корунья (аеропорт)
Аеропорт Ла-Корунья ((IATA: LCG, ICAO: LECO), ісп. Aeropuerto de La Coruña, гал. Aeroporto da Coruña) раніше відомий як Аеропорт Альведро — аеропорт, який обслуговує галісійське місто Ла-Корунья на північному заході Іспанії. Аеропорт розташований у муніципалітеті Кульєредо, приблизно за 7 км від центру міста. В 2014 році 988 834 пасажирів користувалися аеропортом.
Аеропорт є хабом для:
- Vueling

## Історія
11 вересня 1953 року Рада міністрів Іспанії наказала розпочати термінове будівництво аеропорту. Будівництво було складним через горбистий рельєфу і метеорологічні умови. В 1961 році були побудовані радіо і електричні засоби контролю. В 1962 році було побудовано будівлю терміналу, були встановлені посадкові вогні і інші сигнали на злітно-посадковій смузі. В 1963 році аеропорт був відкритий для національних комерційних перевезень. Перший комерційний пасажирський літак авіакомпанії іспанської Aviaco прибув з Мадрида. У подальшому регулярні авіаперевезення стали не рентабельними. До кінця 1960-х років, аеропорт почав використовувати чартерні рейси з Швейцарії, Англії. В 1979 році був відкритий митний офіс. В подальшому, аеропорт був багато разів модернізований. До 1994 року пасажиропотік перевищив 259 000 осіб. В 2001 році в аеропорту встановлені реактивні мости і збудовано вантажний термінал.

## Авіалінії та напрямки (червень 2022)
| Авіакомпанія    | Пункт призначення                          |
| --------------- | ------------------------------------------ |
| Air Europa      | Мадрид                                     |
| Binter Canarias | Гран-Канарія                               |
| Iberia          | Мадрид                                     |
| Iberia Regional | Мадрид                                     |
| Volotea         | Більбао, Малага, Валенсія Сезонні: Менорка |
| Vueling         | Барселона, Лондон-Гатвік, Париж-Орлі       |

## Статистика
Див. джерело запитів Вікіданих та джерела.
| Рік  | Пасажирообіг | Вантажообіг (тонн) | Авіатрафік |
| ---- | ------------ | ------------------ | ---------- |
| 2017 | 1.141.389    | 157                | 16.075     |
| 2016 | 1.063.291    | 184                | 15.636     |
| 2015 | 1.025.688    | 141                | 14.683     |
| 2014 | 989.153      | 61                 | 14.812     |
| 2013 | 839.837      | 67                 | 13.306     |
| 2012 | 845.451      | 196                | 13.693     |
| 2011 | 1.012.800    | 252                | 16.283     |
| 2010 | 1.101.208    | 245                | 17.378     |
| 2009 | 1.068.823    | 240                | 16.236     |
| 2008 | 1.174.970    | 284                | 17.719     |
| 2007 | 1.266.795    | 291                | 18.730     |
| 2006 | 1.014.839    | 554                | 17.406     |
| 2005 | 852.322      | 423                | 15.625     |
| 2004 | 586.239      | 539                | 12.945     |
| 2003 | 549.871      | 542                | 12.621     |
| 2002 | 532.298      | 482                | 11.488     |
| 2001 | 654.092      | 701                | 14.380     |
| 2000 | 589.000      | 870                | 12.447     |